# باستان‌شناسی ایران

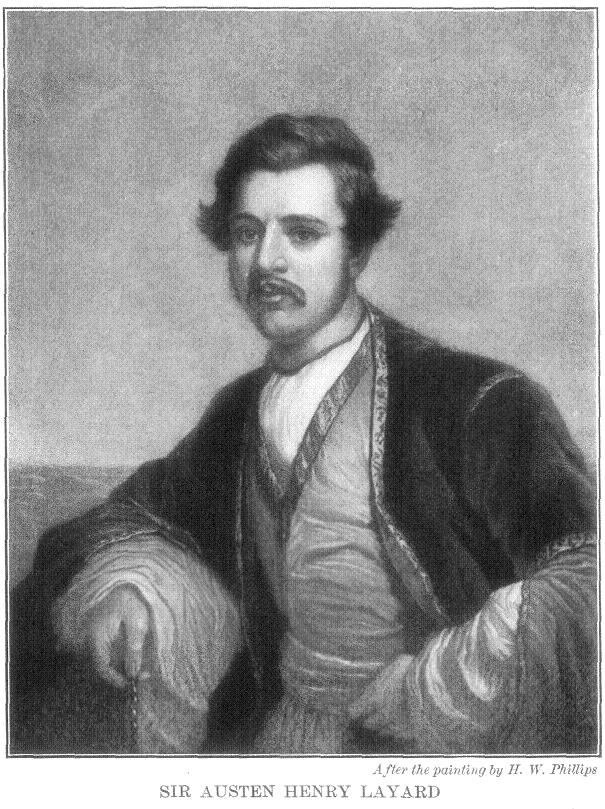
هنری لایارد در لباس لری در قرن نوزدهم

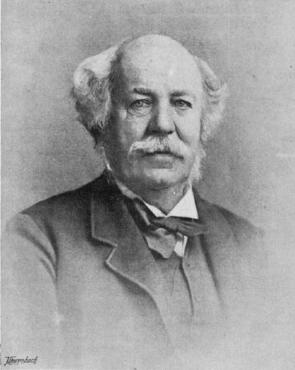
هنری راولینسون

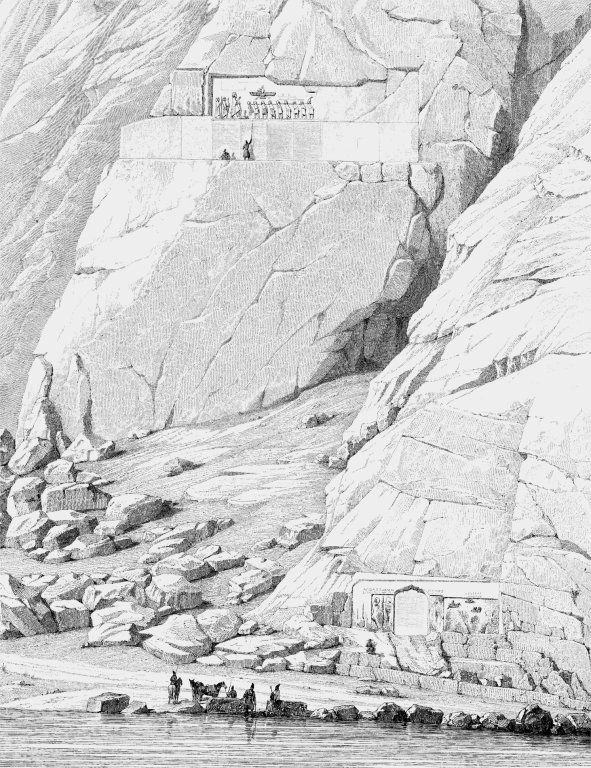
بیستون، طرح از کست در سال ۱۸۳۹

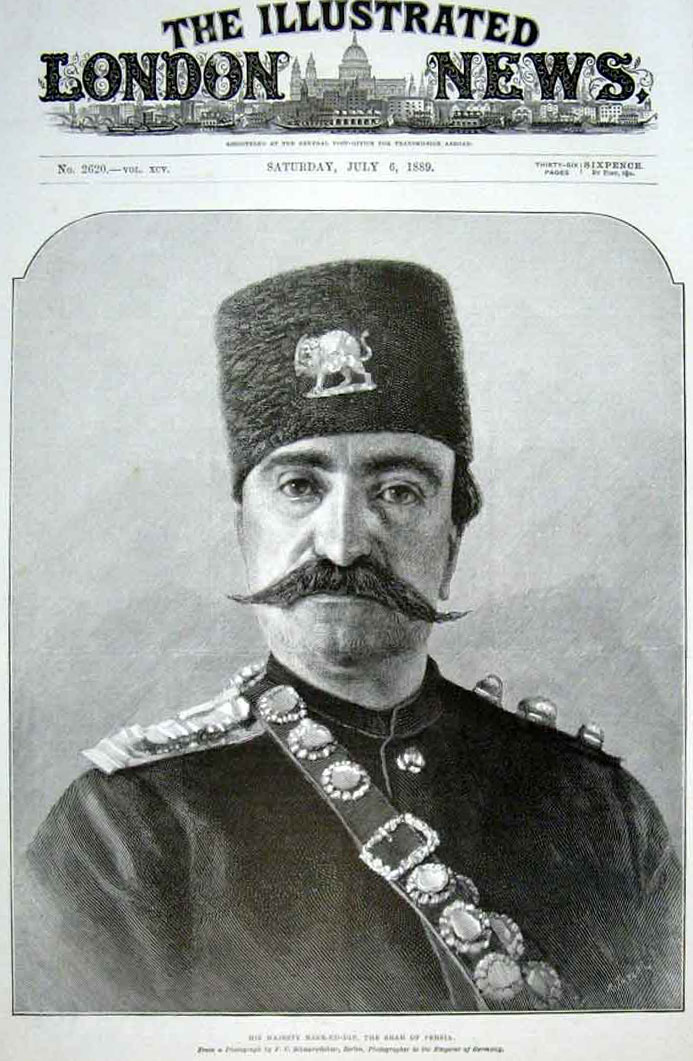
ناصرالدین شاه قاجار

از ۱۸۰۰ به بعد، با ورود میسیونرهای خارجی به ایران، علاقه به شناسایی مکان‌های ذکر شده در کتاب مقدس و نویسندگان کلاسیک گسترش یافت. در نیمه اول قرن نوزدهم، تلاش برای توصیف و تهیه طرح از آثار قدیمی آغاز شد. در اوایل قرن نوزدهم، ایران با وجود حفظ استقلال خود، به منطقه حائل بین امپراتوری‌های انگلیس و روسیه در آسیا تبدیل شد. نفوذ این دو کشور و حضور جاسوس‌های آن‌ها در ایران امکان را برای توجه به آثار قدیمی نیز فراهم کرد. در اوایل دههٔ ۱۸۴۰، بارون روسی به نام بوده و لایارد بریتانیایی در لرستان و خوزستان موفق به ثبت برخی از مکان‌های باستانی شدند.
از ۱۸۳۶–۱۸۴۱، هنری سی. راولینسون کتیبه سه‌زبانه بیستون را کپی کرد و موفق شد بعدها آن را کشف رمز و ترجمه کند، وی بر اساس ترجمه کتیبه‌های خط میخی و ترجمه متون کلاسیک، برای اولین بار تاریخ ایران باستان (از ماد تا ساسانی) را در کتاب هفت پادشاهی بزرگ شرق جهان باستان به جهانیان معرفی کرد.
در سال ۱۸۳۹ دو فرانسوی به نام فلاندن و کست برای چند سال به ایران سفر کردند. آن‌ها ابتدا در ماه مه ۱۸۴۱ به اصفهان سفر کردند و سپس به همدان، کنگاور، بیستون، حلوان، و در نهایت شیراز، خلیج فارس و بوشهر رفتند. مطالعات و طرح‌های تهیه شده توسط آن‌ها از اهمیت زیادی در تاریخ باستان‌شناسی ایران برخوردار است. آن‌ها در این سفر مشاهدات مهمی خود دربارهٔ حکومت قاجار، آثار باستان‌شناسی، هنر، معماری، جغرافیا، جامعه‌شناسی و زندگی دربار، سلطنت و استان‌ها، سازمان نظامی، و غیره را با دقت و همراه با طرح‌های زیادی ثبت کردند. اطلاعاتی دربارهٔ فواصل بین شهرها به صورت سواره (اسب) داده شده‌است.
علاقه شاه ناصرالدین‌شاه به آثار باستانی به تدریج فراتر از حفاری شد و او به فکر ساختن یک موزه در کاخ خود در تهران افتاد. شیندلر در سال ۱۸۷۵ نوشت که "شاهنشاه [شاه شاهان] به بعضی از خارجی‌ها مجوز حفاری تپه‌ها را داده‌است. این‌جای تأسف است که این آثار باستانی به خارج از ایران می‌رود. این تصمیم شاه مبنی بر قرار دادن همه چیز مثل آجر و مهر و غیره در موزه شاهنشاهی امر خوبی است.

## مرحله نخست: شکل‌گیری باستان‌شناسی در ایران (انحصار فرانسوی‌ها)

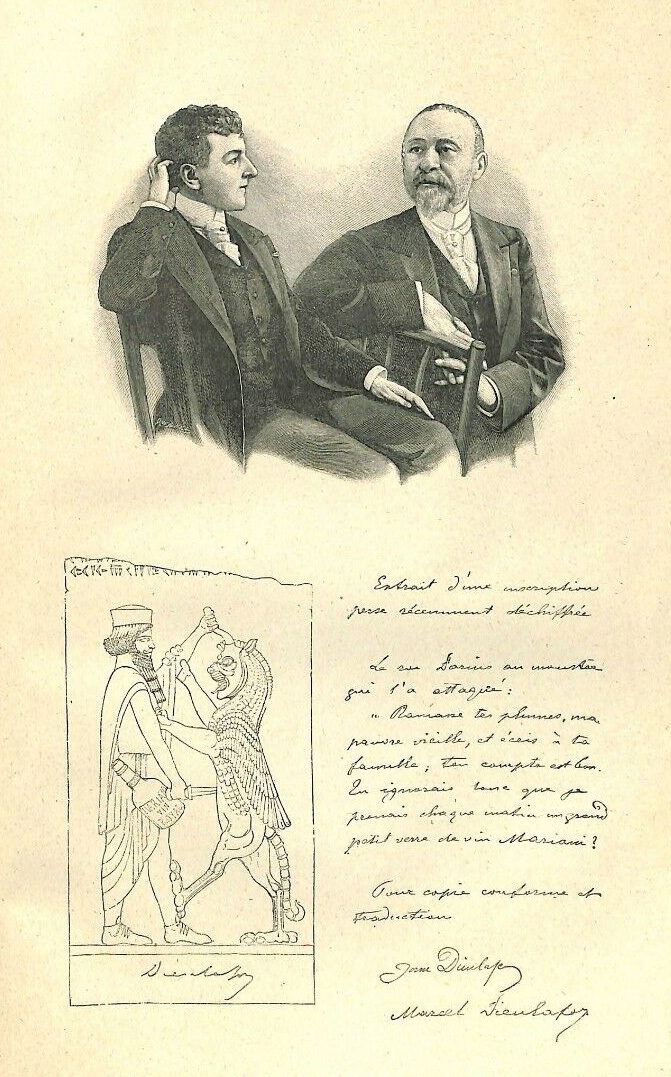
باستان شناسان فرانسوی دیولافوا

کاوش‌های منظم مکان‌های باستانی در اواخر قرن نوزدهم آغاز شد. هم‌زمان بررسی‌هایی به هدف مطالعه تاریخ هنر و معماری کهن پارس انجام شد. معمار و مورخ فرانسوی مارسل دیولافوا در سفرش به ایران در ۱۸۸۰–۱۸۸۱، با برخی از یاران نزدیک ناصرالدین‌شاه ملاقات کرد.
در ۱۱ مه ۱۸۹۵ (۱۶ ذیقعده ۱۳۱۲) ناصرالدین‌شاه امتیاز انحصاری کاوش‌های باستان‌شناسی در ایران را طی فرمانی در برابر دریافت ده هزار تومان به فرانسوی‌ها داد. فرانسوی‌ها حق داشتند هر جایی را در سراسر خاک ایران، غیر از «اماکن مقدسه» (مساجد و آرامگاه‌ها) را به هزینه خودشان بکاوند و دولت ایران نیز در هر نقطه حفاری، یک «مأمور دانای قابل» در اختیارشان می‌گذاشت تا «در تسهیل مهمات آن‌ها همراهی و اهتمام کند و احترامات لازمه به دانشمندان فرانسه به عمل آید». یافته‌های باستان‌شناسان در صورتی که طلا و نقره یا جواهرات بود، دارایی دولت ایران به‌شمار می‌رفت اما فرانسوی‌ها می‌توانستند نیمی از آن را «به قیمت عادله» بخرند و در خرید نصف دیگر نیز دولت فرانسه حق تقدم داشت. در مورد سایر یافته‌ها نیز نیمی به دولت فرانسه تعلق می‌یافت و از نیم دیگر نیز می‌توانستند طرح و قالب بردارند.
کاوش‌های فرانسوی‌ها در ایران، با مدیریت دمورگان بود. پنج سال بعد، وزیر مختار ایران در پاریس، قراردادی با دولت فرانسه بست که تأکید می‌کرد این امتیاز، ابدی و برای همیشه است اما تغییراتی در آن داد. از آن پس، یافته‌های باستان‌شناسی اگر از جنس طلا و نقره باشند، باید هم‌وزن آن‌ها پول طلا و نقره به دولت ایران پرداخته می‌شد و سایر یافته‌ها به صورت مساوی میان دولت‌های ایران و فرانسه تقسیم می‌شد، به‌جز یافته‌هایی که «در حوالی شوش» پیدا شده بود و بدون هیچ پرداختی، به دولت فرانسه تعلق می‌یافت. این قرارداد، حفظ جان و مال باستان‌شناسان و حمل و نقل و مسکن آنان را به عهده دولت ایران می‌گذاشت، وسایل آنان از پرداخت گمرک معاف و بازدید آن‌ها به‌جز در لب مرز، ممنوع بود.
تا سال ۱۳۰۶ خورشیدی، باستان‌شناسان فرانسوی تنها کاوشگران فعال در کشور بودند. در آن سال با مذاکراتی که دولت ایران با دولت فرانسه کرد، قرار شد این امتیاز لغو شود، در مقابل، دولت ایران تعهد داد که یک متخصص «اداره اشیاء عتیقه زیرخاکی» از فرانسه به مدت پنج سال استخدام کند و به محض این‌که مجلس شورای ملی قرارداد استخدام این متخصص را تصویب کند، امتیاز لغو شود. قانون استخدام این متخصص در ۹ اردیبهشت ۱۳۰۷ به تصویب مجلس شورای ملی رسید و برای این متخصص ماهیانه هزار تومان حقوق تعیین شد. بدین ترتیب، سلطه فرانسویان بر پژوهش باستان‌شناسی در ایران پایان یافت. تصویب قانون عتیقیات در همان سال، مبنای تشکیل اداره کل عتیقیات در سال ۱۳۰۹ شد.

## مرحله دوم: گسترش فعالیت‌های باستان‌شناسی در ایران (کاوش باستان‌شناسان خارجی)
کاوش‌های منظم در تخت جمشید در سال ۱۹۳۱ توسط مؤسسه شرق‌شناسی از دانشگاه شیکاگو شروع و تا سال ۱۹۳۹ ادامه یافت. کاوش در ابتدا توسط ارنست هرتسفلد شروع و سپس توسط اشمیت (۱۹۳۴–۱۹۳۹) ادامه یافت. پس از سال ۱۹۳۹، کاوش‌ها توسط اداره باستان‌شناسی ایران تحت نظر آندره گدار، مصطفوی و علی سامی ادامه یافت. از سال ۱۹۶۸ تا سال ۱۹۷۴، برنامه اکتشاف و مرمت توسط جوزپه و تیلیا از مؤسسه شرق‌شناسی ایزومئو توسط ایتالیا پیگیری شد. با وجود فعالیت‌های مداوم باستان‌شناسان خارجی، باستان‌شناسی در ایران هنوز ناشناخته بود و تنها چند کارشناس ایرانی در این زمینه وجود داشت. از این رو، ایرانی‌ها فعالیت‌های اندکی در این زمینه داشتند. شایان ذکر است که گروه اول دانشجویان باستان‌شناسی در ایران در سال ۱۹۴۱ از دانشگاه تهران فارغ‌التحصیل شدند. تحقیقات مستقل محققان ایرانی قبل از ۱۳۲۰–۱۹۳۴، تنها محدود بود به چند فعالیت از جمله حفاری‌های انجام شده توسط علی حاکمی در تپه حسنلو در دره سولدوز در غرب آذربایجان و مرمت و حفاری‌های تخت جمشید در سال ۱۹۳۹ توسط عیسی بهنام و علی سامی.
پاسارگاد، پایتخت کورش بزرگ، بسیار پیش‌تر در قرن ۱۸ و ۱۹ مورد توجه مسافران آن زمان از جمله رابرت کرپوتر و دیولافوا قرار گرفته بود. هرتسفلد در سال ۱۹۰۵ از این مکان بازدید کرد و در سال ۱۹۲۸ آن را کاوش کرد. در سال ۱۹۵۵ علی سامی کاوش آن را ادامه داد. حفاری بعدی بین سال ۱۹۶۱ و ۱۹۶۳ توسط دیوید استروناخ، مدیر مؤسسهٔ بریتانیایی مطالعات ایران انجام شد.

## مرحلهٔ سوم: شروع فعالیت گسترده باستان‌شناسان ایرانی
در سال ۱۹۴۰، اولین گروه از دانشجویان باستان‌شناسی از گروه باستان‌شناسی دانشکده ادبیات در دانشگاه تهران فارغ‌التحصیل شدند. برخی از این فارغ‌التحصیلان پس از آن در دانشگاه‌های معتبر در اروپا و ایالات متحده به تحصیل ادامه دادند. یکی از آن‌ها عزت‌الله نگهبان بود که پس از بازگشت به ایران در گورستان سلطنتی مارلیک در استان گیلان شروع به کاوش کرد. گنجینه‌های پر زرق و برق و عجیب طلا و نقره از مارلیک باعث جلب توجه و علاقهٔ مقامات ایرانی به باستان‌شناسی شد و در نتیجه توجه خاصی به توسعه پژوهش باستان‌شناسی در مکان‌های باستانی و در دانشگاه داده شد. نگهبان، مؤسسهٔ باستان‌شناسی را در دانشگاه تهران تأسیس کرد. فارغ‌التحصیلان گروه باستان‌شناسی تحت نظر نگهبان مشغول به فعالیت در زمینه باستان‌شناسی در سراسر ایران شدند. برخی نیز توسط نگهبان برای کسب دکترا و سایر مدارج بالاتر خارج از کشور خصوصاً آمریکا رفتند. در سال ۱۹۵۷ نگهبان از بریدوود (Braidwood) دعوت کرد که برای انجام کاوش به ایران بیاید. حضور بریدوود و آغاز پروژه پیش از تاریخ وی در ایران باعث شد که مسیری جدید در بررسی دوره پیش از تاریخ ایران ایجاد شود. بریدوود علاوه بر بررسی منطقه کرمانشاه، کاوش‌های باستان‌شناسی در تپه نوسنگی سراب، آسیاب وسیابید، در نزدیکی شهر کرمانشاه به عمل آورد.
از سال ۱۹۶۰ اداره کل باستان‌شناسی ایران، که جایگزین اداره عتیقیات قدیم شده بود، تفاهم‌نامه‌هایی با دانشگاه‌ها و مراکز مطالعاتی خارجی امضا کرد. با شروع ریاست فیروز باقرزاده بر این اداره، مجوزهای بسیاری برای کار میدانی باستان‌شناسی از جمله بررسی و کاوش صادر شد. برخی از این مجوزها برای پروژه‌های مشترک بودند از جمله آن‌ها پروژه مشترک چغامیش در خوزستان.

## مرحله چهارم: باستان‌شناسی ایران پس از انقلاب
با انقلاب ۱۳۵۷ و وقایع پس از آن عملاً فعالیت باستان‌شناسی در ایران متوقف شد. در سال‌های جنگ ایران و عراق تنها کاوش‌های نجات‌بخشی محدودی انجام شد و بیشتر فعالیت‌ها متمرکز بر نجات و حفاظت آثار در خطر بود. از دههٔ ۱۹۹۰ تحقیقات باستان‌شناسی در ایران دوباره جان تازه‌ای گرفت و از سال ۲۰۰۰ کاوش‌های مشترک ایرانی و خارجی آغاز شد. پس از انقلاب سازمان میراث فرهنگی، جایگزین سازمان ملی حفاظت از آثار باستانی ایران شد که هدف آن نظارت و اجرای برنامه بلندمدت تحقیق و حفاظت آثار بود. تحقیقات باستان‌شناسی نیز تحت نظر پژوهشکده باستان‌شناسی قرار گرفت.
هدف اصلی از تحقیقات باستان‌شناسی در ایران در فاصله سال‌های ۱۹۶۰ تا وقوع انقلاب ۱۳۵۷، درک فرهنگ‌های گذشته و سازوکارهای فرهنگی بود. در فاصله ۱۹۸۰ تا سال ۲۰۰۰، تنها باستان‌شناسان ایرانی در ایران فعالیت داشتند؛ از آن پس، سازمان میراث فرهنگی در چارچوب جدید پروژه‌ای به اصطلاح مشترک، شروع به صدور مجوز خاص برای هیئت‌های خارجی جهت تحقیقات باستان‌شناسی و حفاری در ایران کرد. اولین مطالعات مشترک توسط فرانسوی‌ها و ایتالیایی‌ها در مرودشت فارس و مسجد عتیق اصفهان انجام شد که بررسی ژئوفیزیکی و مرمت بودند. اولین پروژه مشترک کاوش هیئت ایران و آلمان بود که به بررسی و کاوش در وشنوه و اریسمان در حوالی کاشان پرداخت. این کار مشترک به‌زودی با ورود یک تیم ژاپنی در سال ۲۰۰۳ ادامه یافت که شامل حفاری و بررسی در گیلان بود.